# Fran Vodopivec
Fran Vodopivec, slovenski pravnik in politik, * 24. november 1879, Ajdovščina, † 10. maj 1930, Ljubljana.

## Življenje in delo
Oče mu je bil gostilničar Andrej, mati mu je bila gostilničarka Alojzija (roj. Bratina). Pravo je v letih 1900−1905 študiral v Gradcu. Leta je 1919 postal tajnik narodne vlade za Slovenijo in istega leta okrajni glavar. Avgusta 1924 je bil imenovan za velikega župana v Mariboru, že novembra pa iz političnih razlogov upokojen. V letih 1925–27 je honorarno predaval upravno, posebej občinsko in obrtno pravo na PF v Ljubljani. Februarja 1927 je bil imenovan za velikega župana v Ljubljani, a novembra 1929 zaradi bolezni upokojen. 
Vodopivec je sodeloval na mirovni konferenci v Parizu 1919, bil član plebiscitne komisije v Celovcu (1920) in predsednik komisije za razmejitev Jugoslavije in Madžarske, ter leta 1920 član jugoslovansko-italijanske komisije za arhive in kataster.

## Odlikovanja
Odlikovan je bil:
- red sv. Save 2. razreda
- red sv. Save 3. razreda
- častniški križec francoske legije časti